# Consulat général de France à Bombay
Le consulat général de France à Bombay est une représentation consulaire de la République française en Inde. Il est situé à Bombay, dans le Maharashtra.